# The Frame
The Frame è un film del 2014 diretto da Jamin Winans.

## Trama
Le vite di due sconosciuti si scontrano in modo impossibile. Alex è un metodico ladro di cargo che lavora per un cartello pericoloso. Sam è un paramedico determinato a cercare di salvare il mondo mentre scappa dal suo passato.